# ملا جيق
ملا جيق هي قرية في مقاطعة هشترود، إيران. عدد سكان هذه القرية هو 339 في سنة 2006.